# Stefan Krankenhagen
Stefan Krankenhagen (* 1969) ist ein deutscher Kulturwissenschaftler.

## Leben
Von 1991 bis 1996 studierte er Kulturpädagogik/ Kulturwissenschaft und Ästhetische Praxis an der Universität Hildesheim. Nach der Promotion (1997–2001) in Hildesheim war er von 2005 bis 2011 Associate Professor an der NTNU (Institut für moderne Fremdsprachen, verantwortlich für Deutsche und Europäische Kulturstudien). Seit 2011 ist er Professor für Kulturwissenschaft mit dem Schwerpunkt Populäre Kultur an der Stiftung Universität Hildesheim.

## Schriften (Auswahl)
- Auschwitz darstellen. Ästhetische Positionen zwischen Adorno, Spielberg und Walser. Köln 2001, ISBN 3-412-04701-5.
- mit Wolfram Kaiser und Kerstin Poehls: Europa ausstellen. Das Museum als Praxisfeld der Europäisierung. Köln 2012, ISBN 3-412-20888-4.
- mit Leonie Lorena Wyss: Wie wir im Gespräch bleiben können. Ein Briefwechsel über Antidiskriminierungsarbeit und den Umgang mit Konflikten an der Universität. Hildesheim 2020, ISBN 3-96424-034-6.
- All these things. Eine andere Geschichte der Popkultur. Berlin 2021, ISBN 3-476-05829-8.